# Portus Misenus
Portus Misenus era una estación naval romana en el golfo de Nápoles, en el Misenum Promontorium (cabo Miseno). Tuvo un propósito defensivo, pues desde la estación, la flota romana defendía el mar Tirreno.

## Historia
La base naval fue fundada durante la República romana y ya existía durante la guerra civil entre el triunvirato liderado por Octavio Augusto y Sexto Pompeyo. Estuvo activa durante todo el Imperio romano. La ciudad llegó a ser municipio y posiblemente tuvo rango colonial.
En la actualidad Portus Misenus es la moderna Porto de Miseno.

## Acontecimientos
Plinio el Joven, estacionado en Miseno, vio la erupción del Vesubio. Fue además el lugar de destierro de Rómulo Augústulo, el último emperador romano, que residió en la villa de Lucullanum desde el año 476.